# Derby calcistici in Liguria

Bandiera della regione Liguria.

I Derby calcistici in Liguria sono tutte le partite in cui si scontrano squadre di calcio della Liguria.
Il derby più importante è quello cittadino tra Genoa e Sampdoria, il quale è stato disputato in Serie A oltre che in Serie B e in Coppa Italia. In Serie A vennero disputati in passato altri incontri tra compagini del capoluogo e - dalla stagione 2020-2021 - tra le medesime e lo Spezia, mentre nella serie cadetta e nelle altre categorie professionistiche si contano diverse altre storiche partite tra le squadre liguri: in molti casi si tratta di incontri che riflettono una accesa rivalità tra le rispettive tifoserie, risalente fino agli albori del calcio in Italia. 
Il primo derby ligure in partita ufficiale venne disputato nel 1900, in occasione delle eliminatorie per la terza edizione del campionato italiano di calcio: fu vinto dal Genoa per 7-0 sulla Sampierdarenese.

## Derby giocati anche in Serie A
Fino alla stagione 2019-2020 i derby della regione Liguria giocati anche in Serie A sono stati tutti disputati dal Genoa contro un'altra squadra del capoluogo: la Sampdoria o le sue progenitrici. A partire dalla stagione 2020-2021 si sono disputati due nuovi derby in questa categoria: Genoa-Spezia (già disputatosi al massimo in Serie B) e Sampdoria-Spezia (mai disputatosi in partite ufficiali).
Quanto segue è un elenco degli stessi, in ordine alfabetico:
- Genoa-Sampdoria tenutosi in 107 occasioni dalla Serie A 1946-1947 tra cui 78 incontri in massima divisione, il più recente nella Serie A 2021-2022.
- Genoa-Sampierdarenese giocatosi 29 volte tra il 1900 e il 1946 di cui 14 nella serie A a girone unico; fu il primo derby in assoluto tra squadre liguri.
- Genoa-Spezia, disputatosi 4 volte in Serie A, l'ultima nel 2022; forti tensioni[1] hanno contraddistinto i 21 incontri ufficiali disputati tra le due squadre.
- Sampdoria-Spezia, tenutosi 5 volte in Serie A, l'ultima nel 2023.

## Derby giocati almeno in Serie B
I derby della regione Liguria giocati almeno in Serie B hanno coinvolto squadre in rappresentanza di tutte e quattro le province: oltre alle squadre della città di Genova e di altri due capoluoghi provinciali (La Spezia e Savona), anche Chiavari e Sanremo hanno visto le proprie compagini cittadine disputare derby regionali nella serie cadetta.
Quanto segue è un elenco di tutti i derby della regione Liguria giocati almeno in Serie B, in ordine alfabetico:
- Entella-Spezia, disputatosi 37 volte dal 1935 tra cui 10 volte in Serie B tra il 2014 e il 2020; è sentito principalmente dai tifosi della prima squadra[2].
- Genoa-Savona, tenutosi 10 volte in massima serie tra il 1913 e il 1922 e in Serie B 1966-1967, per un totale di 17 incontri ufficiali, l'ultimo nel 1971.
- La Dominante-Spezia, disputatosi 4 volte in Serie B tra il 1929 e il 1931.
- Sampdoria-Savona, giocatosi in una sola stagione: Serie B 1966-1967.
- Sampierdarenese-Savona, tenutosi in massima serie tra il 1919 e il 1921 e successivamente in Serie B 1940-1941, per un totale di 8 incontri ufficiali.
- Sampierdarenese-Spezia, disputatosi in massima serie nella stagione 1920-1921 e successivamente 6 volte in Serie B tra il 1932 e il 1941, per un totale di 8 incontri ufficiali.
- Sanremese-Spezia, disputatosi 34 volte dal 1935 tra cui 4 volte in Serie B tra il 1937 e il 1939; l'ultimo incontro ufficiale risale al 2000.
- Savona-Sestrese, tenutosi in massima serie nella stagione 1920-1921, in Serie B 1946-1947 e nella Finale di Coppa Italia Dilettanti 1990-1991, per un totale di 84 incontri ufficiali, l'ultimo nel 2010.
- Savona-Spezia, disputatosi in massima serie nella stagione 1920-1921 e 8 volte in Serie B tra il 1940 e il 1947, per un totale di 56 incontri ufficiali, l'ultimo nel 2010; le due tifoserie sono gemellate[3].
- Sestrese-Spezia, giocatosi la prima volta nel 1919, 4 volte in massima serie tra il 1920 e il 1925 ed in Serie B 1946-1947, per un totale di 24 incontri ufficiali;  dal 1955 si è disputato solamente nella stagione 2008-2009, quando si registrarono alcuni incidenti tra le tifoserie[4].

## Altri derby storici
Diverse sfide regionali si sono giocate sia in massima serie prima del 1929 e sia successivamente a livello professionistico.
Una sola di queste sfide si è tenuta almeno dieci volte nel massimo livello nazionale ante 1929:
- Andrea Doria-Savona tenutasi 10 volte nella massima serie tra il 1913 e il 1923, 10 volte in Serie C tra il 1935 e il 1940 ed in altre occasioni per un totale di 28 incontri ufficiali, l'ultimo nella Serie C 1939-1940.

## Altri derby rilevanti
Numerose squadre liguri hanno militato nei campionati professionistici, raggiungendo l'apice di partecipazioni negli anni 1930 e 1940. In tempi relativamente più recenti ben cinque squadre (Entella, Genoa, Imperia, Savona e Spezia) ebbero l'opportunità di competere assieme nel Girone B della Serie C 1970-1971, ribattezzato dagli appassionati regionali "Campionatissimo". Occorre evidenziare che non sempre le squadre liguri iscritte al medesimo campionato vennero poste nello stesso girone (avendo quindi la possibilità di disputare scontri diretti): le squadre spezzine e talvolta quelle del Levante sono state più volte aggregate a compagini dell'Italia centrale; similarmente quelle dell'estremo Ponente sono state talvolta aggregate a compagini dell'Italia nord-occidentale.
Quanto segue è un elenco di tutte le sfide disputate almeno venti volte a livello professionistico, in ordine alfabetico:
- Entella-Rapallo tenutasi in 80 gare ufficiali tra il 1920 e il 2006, di cui 19[6] in Serie C.
- Entella-Savona disputatasi per la prima volta nel 1933 ed in totale 59 volte di cui 24 in Serie C/Lega Pro Prima Divisione e 6 in Serie C2/Lega Pro Seconda Divisione, l'ultima in Lega Pro Prima Divisione 2013-2014.
- Imperia-Savona giocatasi in 83 gare ufficiali tra il 1930 e il 2008, di cui 14 in Serie C e 12 in Serie C2.
- Sanremese-Savona tenutasi per la prima volta nel 1934 ed in totale 83 volte di cui 22 in Serie C e 4 in Serie C2/Lega Pro Prima Divisione, l'ultima in Serie D 2019-2020.

Vengono inoltre elencate tutte le sfide stracittadine disputate almeno una volta a livello professionistico, in ordine alfabetico (ove non diversamente indicato si tratta di derby tra due squadre di Genova):
- Andrea Doria-Corniglianese disputatasi in Serie C 1936-1937.
- Andrea Doria-Pontedecimo giocatasi 10 volte in Serie C tra il 1935 e il 1940.
- Andrea Doria-Rivarolese tenutasi 6 volte in Serie C tra il 1935 e il 1940.
- Andrea Doria-Sestrese disputatasi 10 volte in Serie C tra il 1935 e il 1940.
- Bolzanetese-Corniglianese giocatasi in Serie C 1946-1947 e 1947-1948.
- Bolzanetese-Pontedecimo tenutasi in Serie C 1946-1947 e 1947-1948.
- Bolzanetese-Quarto disputatasi in Serie C 1947-1948.
- Bolzanetese-Rivarolese giocatasi in Serie C 1946-1947 e 1947-1948.
- Bolzanetese-Sestrese tenutasi in Serie C 1947-1948.
- Corniglianese-Pontedecimo disputatasi 6 volte in Serie C tra il 1936 e il 1948.
- Corniglianese-Quarto giocatasi in Serie C 1947-1948.
- Corniglianese-Rivarolese tenutasi 6 volte in Serie C tra il 1936 e il 1948.
- Corniglianese-Sestrese disputatasi in Serie C 1936-1937 e 1947-1948.
- Pontedecimo-Quarto giocatasi in Serie C 1947-1948.
- Pontedecimo-Rivarolese tenutasi 12 volte in Serie C tra il 1935 e il 1948.
- Pontedecimo-Sestrese disputatasi 14 volte in Serie C tra il 1935 e il 1948.
- Quarto-Rivarolese giocatasi in Serie C 1947-1948.
- Quarto-Sestrese disputatasi in Serie C 1947-1948.
- Rivarolese-Sestrese giocatasi 12 volte in Serie C tra il 1935 e il 1950.
- Savona-Speranza, derby di Savona, tenutosi in Serie C 1947-1948.
- Imperia-Sanremese

## Derby arcaici
Diverse sfide regionali si sono giocate al primo livello nazionale nella fase iniziale del calcio italiano.
Quanto segue è un elenco di tutti i derby disputatisi esclusivamente prima del 1926 ed in massima serie, in ordine alfabetico:
- Andrea Doria-Genoa disputatosi 27 volte in campionato tra il 1902 e il 1921 e successivamente in circostanze eccezionali nella sola stagione 1945-1946.
- Andrea Doria-Grifone disputatosi in Prima Categoria 1919-1920.
- Andrea Doria-Ligure giocatosi in Prima Categoria 1914-1915.
- Andrea Doria-Liguria FBC tenutosi in Prima Categoria 1913-1914.
- Andrea Doria-Spes Genova stracittadina disputatasi in Prima Categoria 1919-1920 e 1920-1921.
- Genoa-Grifone tenutosi in Prima Categoria 1919-1920.
- Genoa-Ligure giocatosi in Prima Categoria 1914-1915.
- Genoa-Liguria FBC tenutosi in Prima Categoria 1913-1914.
- Genoa-Rivarolese disputatosi in Prima Categoria 1920-1921 e Prima Divisione 1922-1923.
- Genoa-Sestrese giocatosi in Prima Categoria 1920-1921.
- Genoa-Spes Genova stracittadina tenutasi in Prima Categoria 1919-1920 e 1920-1921.
- Giovani Calciatori-Sampierdarenese disputatosi in Prima Categoria 1921-1922.
- Giovani Calciatori-Spes Genova giocatosi in Prima Categoria 1921-1922.
- Grifone-Sampierdarenese disputatosi in Prima Categoria 1919-1920.
- Grifone-Savona giocatosi in Prima Categoria 1919-1920.
- Grifone-Spes Genova tenutosi in Prima Categoria 1919-1920.
- Ligure-Savona disputatosi in Prima Categoria 1914-1915.
- Liguria FBC-Savona giocatosi in Prima Categoria 1913-1914.
- Rivarolese-Spes Genova tenutosi in Prima Categoria 1920-1921 e 1921-1922.
- Sampierdarenese-Speranza disputatosi in Prima Categoria 1921-1922 e Prima Divisione 1922-1923.
- Sampierdarenese-Spes Genova giocatosi in Prima Categoria 1919-1920, 1920-1921 e 1921-1922.
- Savona-Spes Genova tenutosi in Prima Categoria 1919-1920 e 1920-1921.
- Sestrese-Spes Genova disputatosi in Prima Categoria 1920-1921 e 1921-1922.
- Speranza-Spes Genova giocatosi in Prima Categoria 1921-1922.
- Spes Genova-Spezia tenutosi in Prima Categoria 1920-1921.